# San Giorgio La Molara
San Giorgio La Molara är en ort och kommun i provinsen Benevento i regionen Kampanien i Italien. Kommunen hade 2 952 invånare (2017).